# Victorville
Victorville è una città degli Stati Uniti d'America situata nella Contea di San Bernardino, in California.
Nel 2007 la popolazione stimata era di 107.721 abitanti.